# Alexander Thiele (Rechtswissenschaftler)
Alexander Thiele (* 3. Juni 1979 in Uelzen) ist ein deutscher Rechtswissenschaftler.

## Werdegang
Thiele studierte ab 1999 Rechtswissenschaften an der Universität Göttingen. Das Erste Staatsexamen legte er im Jahr 2004 ab. Von 2004 bis 2006 arbeitete er als Wissenschaftliche Hilfskraft bei Werner Heun in Göttingen, bei dem er 2006 mit der Arbeit Individualrechtsschutz vor dem Europäischen Gerichtshof durch die Nichtigkeitsklage promoviert wurde. Von 2006 bis 2008 absolvierte Thiele sein Referendariat am Oberlandesgericht Hamburg (mit Stationen in einer Anwaltskanzlei und bei der Europäischen Kommission) und legte 2008 das Zweite Staatsexamen ab. Von 2007 bis 2009 wirkte Thiele als Lehrbeauftragter an der Helmut-Schmidt-Universität in Hamburg. Anschließend arbeitete er als Habilitand und Hochschulassistent bei Werner Heun an der Universität Göttingen. Thieles Habilitation erfolgte 2013 mit der Arbeit Finanzaufsicht. Der Staat und die Finanzmärkte. Seit seiner Habilitation wirkte Thiele als Privatdozent und seit 2021 als außerplanmäßiger Professor in Göttingen und nahm Lehrstuhlvertretungen an den Universitäten Berlin (FU), Bochum, Göttingen, Hannover, Jena und München wahr. Seit 2021 ist er Professor für Öffentliches Recht, insbesondere Staats- und Europarecht an der BSP Business & Law School Berlin.
Thiele fungierte 2023 als Prozessvertreter der Bundesregierung im Verfahren vor dem Bundesverfassungsgericht um die Übertragung von 60 Milliarden Euro an Coronahilfen in den Klima- und Transformationsfonds. 2024 sprach er sich mit 17 weiteren Rechtswissenschaftlern für ein Verbotsverfahren gegen die AfD vor dem Bundesverfassungsgericht aus. 2025 gehörte Thiele zu den Verfassern der Stellungnahme zur Causa „Frauke Brosius-Gersdorf“.

## Schriften (Auswahl)
- Individualrechtsschutz vor dem Europäischen Gerichtshof durch die Nichtigkeitsklage. Nomos, Baden-Baden 2006, ISBN 978-3-8329-2376-1.
- Das Mandat der EZB und die Krise des Euro. Mohr Siebeck, Tübingen 2013, ISBN 978-3-16-152827-9.
- Finanzaufsicht. Der Staat und die Finanzmärkte. Mohr Siebeck, Tübingen 2014, ISBN 978-3-16-152922-1.
- Verlustdemokratie. Die drei Verlustebenen der Demokratie. Mohr Siebeck, Tübingen 2016, ISBN 978-3-16-155854-2.
- Der gefräßige Leviathan. Mohr Siebeck, Tübingen 2019, ISBN 978-3-16-156880-0.
- Die Europäische Zentralbank. Mohr Siebeck, Tübingen 2019, ISBN 978-3-16-158177-9.
- Allgemeine Staatslehre. Begriff, Möglichkeit, Fragen im 21. Jahrhundert. utb/Mohr Siebeck, Tübingen 2020, ISBN 978-3-8252-5381-3.
- Der konstituierte Staat. Eine Verfassungsgeschichte der Neuzeit. Campus Verlag, Frankfurt am Main 2021, ISBN 978-3-593-51422-2.
- Das Grundgesetz. Verständlich erklärt. Mit einem Geleitwort von Jagoda Marinić. Reclam, Stuttgart 2023, ISBN 978-3-15-014415-2.
- Defekte Visionen. Eine Intervention zur Zukunft der Europäischen Union. Campus-Verlag, Frankfurt am Main 2024, ISBN 978-3-593-51881-7 (155 S., bic-media.com – Leseprobe).
- mit Werner Heun: Die Verfassungsordnung der Bundesrepublik Deutschland, 2. Auflage, Mohr Siebeck, Tübingen 2024, ISBN 978-3-16-163494-9.
- Machtfaktor Karlsruhe. Das Bundesverfassungsgericht im System des Grundgesetzes. Campus Verlag, Frankfurt am Main 2025, ISBN 978-3-593-52108-4.